# Хуритська мова
Хури́тська мо́ва — це мова хуритів, народу, який прийшов у північне Межиріччя близько 2300 до н. е. і майже повністю зник близько 1000 до н. е. Хуритська була мовою царства Міттані у північній Месопотамії, також нею імовірно розмовляло первісне населення хуритських поселень у Сирії. Вважається, що носії мови прийшли з Вірменського нагір'я і поширилися південно-східною Анатолією та північною Месопотамією на початку 2-го тисячоліття до н. е.

## Класифікація

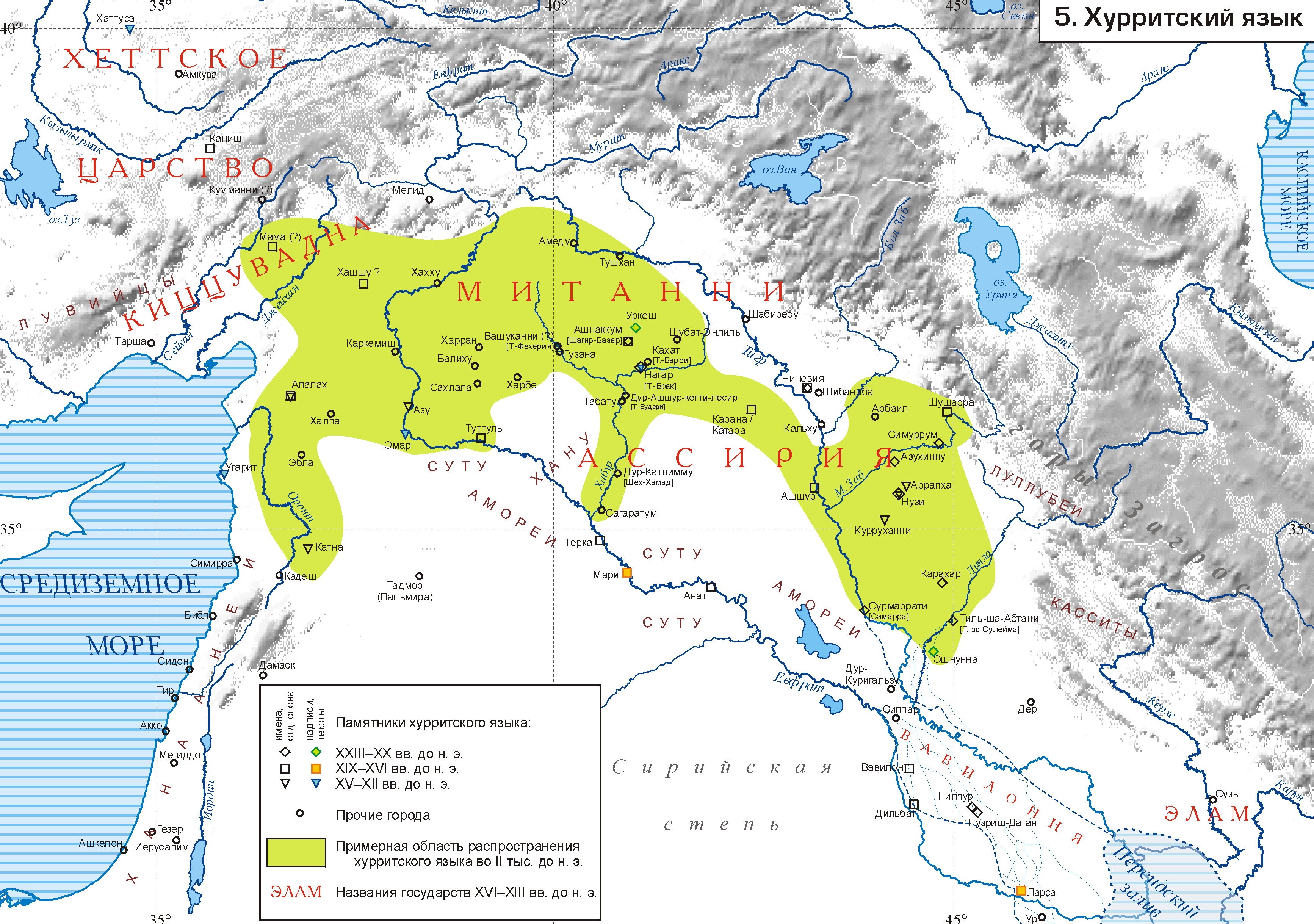
Хурритська мова

Хуритська — це ерґативна, аглютинативна мова, яка разом із урартською складає Хурито-урартську родину мов. Існує кілька гіпотез про дальшу спорідненість, але вони не доведені. Зокрема, І. М. Дияконов і С.А.Старостін висловлювали припущення про спорідненість хуритської з кавказькими (нахсько-дагестанськими) мовами. Але це не підтвердилось подальшими дослідженнями. Натомість висловлено припущення про те, що хуритська й урартська мови - це гілка індоєвропейських мов, а відповідно, хурити й урарти і їхні нащадки вірмени - це гілка індоєвропейців. Все це потребує подальших досліджень і обіцяє принести плідні наукові  результати.

## Історія
Найдавніші пам'ятки мови — імена і топоніми з кінця 3 тисячоліття до н. е. Перші тексти відносяться до правління царя Тішатала з Уркеша (поч. 2 тисячоліття до н. е.). Численні епічні фрагменти, заклинання, пророцтва та листи археологи знайшли при розкопці міст Хаттуса, Марі, Туттуль, Вавилон, Угарит тощо. Найважливішим для розуміння мови став «лист Мітанні», що був знайдений в Амарні (Єгипет). Хуритський цар Тушратта написав його фараону Аменхотепу III.
У XIII столітті до н. е. хетти із заходу, а Ассирія з півдня усе далі просувалися углиб Мітанні, котра зрештою була поділена між цими двома царствами. У XII столітті до н. е. народи моря повністю припинили існування хуритського народу — з цього часу зникають усі написи хуритською (а також низка інших писемних мов — хетська, угаритська). З цього часу хуритська засвідчена лише в іменах і топонімах, які зустрічалися в аккадських чи урартських текстах. Скільки часу хуритська продовжувала лишатися розмовною мовою, невідомо.